# Ringer-Weltmeisterschaften 1992
Die Ringer-Weltmeisterschaften 1992 fanden vom 4. bis zum 5. September 1992 in Villeurbanne statt. Wegen der Olympischen Spiele im selben Jahr wurden nur Frauenwettbewerbe ausgetragen. Die Ringerinnen wurden dabei in neun Gewichtsklassen unterteilt. Von den japanischen Sportlerinnen, die an den Start gegangen waren, verpasste lediglich Mariko Shimizu als Fünftplatzierte in der Gewichtsklasse -65 kg einen Medaillenrang. Die beiden deutschen Teilnehmerinnen Michaela Platz in der Gewichtsklasse -57 kg und Sandra Schrenker in der Gewichtsklasse -61 kg belegten jeweils den neunten Platz.

## Medaillengewinner
| Klasse | Gold                      | Silber           | Bronze                 |
| ------ | ------------------------- | ---------------- | ---------------------- |
| -44 kg | Yanping Pan               | Shoko Yoshimura  | Tatjana Karamtschakowa |
| -47 kg | Xiue Zhong                | Tetei Alibekowa  | Miho Kamibayashi       |
| -50 kg | Tricia Saunders           | Yoshiko Endo     | Martine Poupon         |
| -53 kg | Wenddy Yzaguirre Gonzalez | Akemi Kawasaki   | Ljudmila Popowa        |
| -57 kg | Riyoko Sakae              | Marine Roy       | Line Johansen          |
| -61 kg | Ine Barlie                | Kimie Hoshikawa  | Yan Kong               |
| -65 kg | Chao-Li Wang              | Huei-Li Wu       | Elmira Kurbanowa       |
| -70 kg | Xiomara Guevara           | Yayoi Urano      | Chin-Ping Chen         |
| -75 kg | Dong Feng Liu             | Mizuko Funakoshi | Linda Holmeide         |

## Medaillenspiegel
| Rang | Land                | Gold | Silber | Bronze |
| ---- | ------------------- | ---- | ------ | ------ |
| 1    | Volksrepublik China | 4    | 0      | 1      |
| 2    | Venezuela           | 2    | 0      | 0      |
| 3    | Japan               | 1    | 6      | 1      |
| 4    | Norwegen            | 1    | 0      | 2      |
| 5    | Vereinigte Staaten  | 1    | 0      | 0      |
| 6    | Russland            | 0    | 1      | 2      |
| 7    | Frankreich          | 0    | 1      | 1      |
|      | Taiwan              | 0    | 1      | 1      |